# Perimyotis subflavus
Perimyotis subflavus (Cuvier, 1832) è un pipistrello della famiglia dei Vespertilionidi, unica specie del genere Perimyotis (Menu, 1984), diffuso nell'America settentrionale.

## Descrizione

### Dimensioni
Pipistrello di piccole dimensioni, con la lunghezza della testa e del corpo tra 40 e 55 mm, la lunghezza dell'avambraccio tra 31 e 35 mm, la lunghezza della coda tra 34 e 44 mm, la lunghezza del piede tra 7 e 10 mm, la lunghezza delle orecchie tra 11 e 14 mm e un peso fino a 7 g.

### Caratteristiche craniche e dentarie
Il cranio presenta una scatola cranica leggermente allungata e arrotondata, mentre il rostro è lungo, alto e ampio. La regione sopra-orbitale è leggermente allargata e le arcate zigomatiche sono di proporzioni moderate.  Il secondo incisivo inferiore è bicuspidato, mentre il più esterno è abbastanza grande.
Sono caratterizzati dalla seguente formula dentaria:

### Aspetto
La pelliccia è corta, densa e lanuginosa. Le parti dorsali variano dal bruno-giallastro chiaro al bruno-rossastro. I peli sono tricolori, con la parte mediana più chiara. Le parti ventrali sono giallo-brunastre chiare. L'avambraccio è rossastro, in netto contrasto con le membrane alari nerastre. Le orecchie sono relativamente corte, separate, con la punta arrotondate e prive di peli, mentre il trago è lungo meno della metà del padiglione auricolare, diritto e con la punta arrotondata. Il pollice è ingrandito. La lunga coda è inclusa completamente nell'ampio uropatagio, il quale è ricoperto di sottili peli in prossimità della groppa. Il calcar è privo di carenatura. Il cariotipo è 2n=30 FNa=56.

## Biologia

### Comportamento
In estate si rifugia tra la fitta vegetazione degli alberi in gruppi fino a 30 individui e talvolta anche in edifici. I due sessi tendono a formare gruppi separati.  Lo stato di ibernazione viene trascorso in grotte, miniere e crepacci sempre a non meno di 60-70 chilometri dai siti estivi. L'attività predatoria inizia presto la sera. Il suo volo è erratico e la zona di caccia è alquanto ristretta.

### Alimentazione
Si nutre di insetti come coleotteri, ditteri e falene, catturati sopra corsi d'acqua ai margini forestali.

### Riproduzione
Gli accoppiamenti solitamente avvengono in autunno o in inverno e dopo aver trattenuto lo sperma la fertilizzazione inizia in primavera e i parti non prima di giugno. Danno alla luce 2 piccoli alla volta dopo 44 giorni di gestazione. I piccoli iniziano a volare ad un mese di età. L'aspettativa di vita allo stato selvatico varia da 4 a 8 anni, sebbene sia stato registrato un esemplare vissuto 14 anni e 5 mesi.

## Distribuzione e habitat
Questa specie è diffusa nella parte orientale dell'America settentrionale dalla Nuova Scozia fino all'Honduras nord-occidentale.
Vive in boschi vicino a fonti d'acqua

## Tassonomia
Sono state riconosciute 4 sottospecie:
- P.s.subflavus: Nuova Scozia, Stati Uniti d'America orientali, dal Maine fino alla Georgia centrale a sud-est e dal Minnesota sud-orientale, attraverso il Nebraska orientale, l'Oklahoma fino al Texas sud-orientale;
- P.s.clarus (Baker, 1954): Stato messicano di Coahuila, Texas meridionale;
- P.s.floridanus (Davis, 1957): Florida, Georgia sud-orientale;
- P.s.veraecrucis (Ward, 1891): Coste orientali del Messico, Guatemala, Belize, Honduras nord-orientale.

## Conservazione
La IUCN Red List, considerato il vasto areale, la popolazione presumibilmente numerosa, la presenza in diverse aree protette e la tolleranza alle modifiche ambientali, classifica P.subflavus come specie a rischio minimo (Least Concern)).